# Colombia en la clasificación de Conmebol para la Copa Mundial de Fútbol de 1986
La Selección de Colombia es una de las diez selecciones de fútbol que participaron en la Clasificación de Conmebol para la Copa Mundial de Fútbol de 1986, en la que se definieron los representantes de Conmebol para la Copa Mundial de Fútbol de 1986, que se desarrolló en México. 
La etapa preliminar —también denominada eliminatorias— se jugó en América del Sur, desde el 26 de mayo de 1985 y finalizó el 30 de junio de 1985. En las eliminatorias, se jugaron 4 fechas en cada grupo, con partidos de ida y vuelta.
El torneo definió cinco equipos que representaron a la Confederación Sudamericana de Fútbol en la Copa Mundial de Fútbol. Los tres mejor posicionados de cada grupo, se clasificaron directamente al mundial mientras que los segundos ubicados de cada grupo, Perú, Colombia, Chile y Paraguay, jugaron Repesca.

## Participante
| Selección de fútbol de Colombia |          |                                   |                          |                     |
| Ciudades                        | Ciudades | Estadios                          | Estadios                 | Entrenador          |
| Bogotá                          | Cali     | Estadio Nemesio Camacho El Campín | Estadio Pascual Guerrero | Gabriel Ochoa Uribe |
|                                 |          |                                   |                          |                     |
| Federación Colombiana de Fútbol |          |                                   |                          |                     |

## Proceso de clasificación
| Equipo    | Pts | PJ | PG | PE | PP | GF | GC |
| --------- | --- | -- | -- | -- | -- | -- | -- |
| Argentina | 9   | 6  | 4  | 1  | 1  | 12 | 6  |
| Perú      | 8   | 6  | 3  | 2  | 1  | 8  | 4  |
| Colombia  | 6   | 6  | 2  | 2  | 2  | 6  | 6  |
| Venezuela | 1   | 6  | 0  | 1  | 5  | 5  | 15 |

### Partidos

#### Primera vuelta
| Jornada   | Fecha               | Estadio                     | Racha | Local     |                      | Resultado |                      | Visitante |
| --------- | ------------------- | --------------------------- | ----- | --------- | -------------------- | --------- | -------------------- | --------- |
| Jornada 1 | 26 de mayo de 1985  | El Campín, Bogotá           | Sí    | Colombia  | Bandera de Colombia  | 1:0       | Bandera de Perú      | Perú      |
| Jornada 2 | 2 de junio de 1985  | El Campín, Bogotá           | No    | Colombia  | Bandera de Colombia  | 1:3       | Bandera de Argentina | Argentina |
| Jornada 3 | 23 de junio de 1985 | Pueblo Nuevo, San Cristóbal |       | Venezuela | Bandera de Venezuela | 2:2       | Bandera de Colombia  | Colombia  |

#### Segunda vuelta
| Jornada   | Fecha               | Estadio                  | Racha | Local     |                      | Resultado |                      | Visitante |
| --------- | ------------------- | ------------------------ | ----- | --------- | -------------------- | --------- | -------------------- | --------- |
| Jornada 4 | 9 de junio de 1985  | Nacional del Perú, Lima  |       | Perú      | Bandera de Perú      | 0:0       | Bandera de Colombia  | Colombia  |
| Jornada 5 | 16 de junio de 1985 | Monumental, Buenos Aires | No    | Argentina | Bandera de Argentina | 1:0       | Bandera de Colombia  | Colombia  |
| Jornada 6 | 30 de junio de 1985 | El Campín, Bogotá        | Sí    | Colombia  | Bandera de Colombia  | 2:0       | Bandera de Venezuela | Venezuela |

## Repesca

### Primera vuelta
| Fecha                  | Lugar                          | Racha | Partido  | Partido | Partido | Partido | Partido  |
| ---------------------- | ------------------------------ | ----- | -------- | ------- | ------- | ------- | -------- |
| 27 de octubre de 1985  | Defensores del Chaco, Asunción | No    | Paraguay |         | 3:0     |         | Colombia |
| 3 de noviembre de 1985 | Pascual Guerrero, Cali         | Sí    | Colombia |         | 2:1     |         | Paraguay |

Paraguay clasifica a la fase final por marcador acumulado de 4:2.

## Estadísticas

### Convocados
Listado de jugadores que participaron en las eliminatorias para la Copa Mundial 1986.
| N.º | Nombre                        | Posición      | Clubes                 |
| --- | ----------------------------- | ------------- | ---------------------- |
|     | Pedro Zape                    | Portero       | América de Cali        |
|     | Luis Octavio "Ormeño" Gómez   | Portero       | Independiente Medellín |
|     | Luis Norberto "Huevito" Gil   | Defensa       | Millonarios            |
|     | Nolberto Molina               | Defensa       | Millonarios            |
|     | Alonso Lopez                  | Defensa       | Millonarios            |
|     | Víctor Luna                   | Defensa       | Atlético Nacional      |
|     | Gonzalo Soto                  | Defensa       | América de Cali        |
|     | Álvaro Diego "Polaco" Escobar | Defensa       | Deportivo de Cali      |
|     | Jorge Armando Porras          | Defensa       | América de Cali        |
|     | Miguel Prince                 | Defensa       | Millonarios            |
|     | José Hernández                | Mediocampista | Millonarios            |
|     | Wilson Américo Quiñónes       | Mediocampista | Atlético Bucaramanga   |
|     | Germán Morales Patiño         | Mediocampista | Millonarios            |
|     | Pedro Sarmiento               | Mediocampista | América de Cali        |
|     | Hernán Darío Herrera          | Mediocampista | Atlético Nacional      |
|     | Carlos Valderrama             | Mediocampista | Deportivo de Cali      |
|     | Willington Ortiz              | Delantero     | América de Cali        |
|     | Arnoldo Iguarán               | Delantero     | Millonarios            |
|     | Manuel Acisclo Córdoba        | Delantero     | Millonarios            |
|     | Sergio Angulo                 | Delantero     | Deportivo de Cali      |
|     | Víctor Lugo                   | Delantero     | Atlético Nacional      |
|     | Jesús Barrios                 | Delantero     | Junior                 |
|     | Carlos Alberto Ricaurte       | Delantero     | Atlético Nacional      |
|     | Carlos Navarro                | Portero       | Independiente Santa Fe |
|     | Luis Aldemar "Varón" Murillo  | Defensa       | Deportivo de Cali      |
|     | John Edison Castaño           | Delantero     | América de Cali        |
|     | Alexander Escobar Gañán       | Mediocampista | América de Cali        |
|     | Jorge Eliécer Ambuila         | Defensa       | Deportivo de Cali      |
|     | Carlos Hoyos                  | Defensa       | Deportivo de Cali      |
|     | Gabriel Gómez                 | Mediocampista | Atlético Nacional      |
|     | Antony de Ávila               | Delantero     | América de Cali        |
|     | Luis Eduardo Reyes            | Defensa       | América de Cali        |
|     | Eugenes Cuadrado              | Mediocampista | Unión Magdalena        |
|     | Félix Antonio Polo            | Defensa       | Deportivo de Cali      |

### Goleadores
| Jugador                | Goles anotados | Asis. | PJ |   |
| Miguel Augusto Prince  | 2              | -     | -  | - |
| Willington Ortiz       | 2              | -     | -  | - |
| Hernán Darío Herrera   | 2              | -     | -  | - |
| Manuel Asisclo Córdoba | 1              | -     | -  | - |
| Sergio Angulo          | 1              | -     | -  | - |
| ---------------------- | -------------- | ----- | -- | - |

## Uniforme
| 1985                         |             |
| ---------------------------- | ----------- |
| \| Oficial \| Alternativo \| |             |
| Oficial                      | Alternativo |

| Oficial | Alternativo |

| 1985 (Repechaje)             |             |
| ---------------------------- | ----------- |
| \| Oficial \| Alternativo \| |             |
| Oficial                      | Alternativo |

| Oficial | Alternativo |